# 春の居場所
春の居場所（はるのいばしょ）は、鷺沢萠の未完の小説、及びそれを原作とした2006年の日本映画。

## 小説

### 概要
- 鷺沢萠の没後、パソコンに導入部分だけ見つかった。
- 新潮社により『春の居場所』と名付けられ、『ビューティフル・ネーム』（2004年）に収録され出版された。

## 映画

### 概要
- 未完の原作を補完して実写化された。
- 上映時間95分。カエルカフェの配給により、2006年2月11日に公開された。
- 撮影から上映まで一切フィルムを介さずフルデジタルで処理された。

### スタッフ
- 監督:秋原正俊
- 脚本/編集:落合雪恵
- 音楽:今関正子
- 歌:冴木杏奈

### キャスト
- 高校生の柏尾芽衣子：堀北真希
- 高校生の伊藤善行：細山田隆人
- 高校生の友人　牧田泰子：柳沢なな
- 現在の伊藤善行：城咲仁
- 現在の柏尾芽衣子：佐藤藍子
- 家政婦の臼倉さん：井上訓子
- 担任の先生：戸田幸延
- 青山:桐谷美玲

### ビデオ
- 2007年5月25日に、『堀北真希主演　春の居場所』として映像特典22分を収録した1枚組のDVDが発売された。発売元はCKエンタテインメント。販売元はジェネオンエンタテインメント。